# Minoritenkloster Neersen
Das Minoritenkloster in Neersen bestand als Kloster der Minoriten von 1658 bis zur Säkularisation 1802.

## Gründung
Im Jahre 1652 beschlossen der Freiherr von Neersen, Adrian Wilhelm von Viermund, und seine Ehefrau, Johanna von Bongardt, unweit ihrer Burg Neersen eine Kirche zu errichten. In Johannas Familie hatten kirchliche Stiftungen Tradition. Eine verbindliche Urkunde hierüber stellten die beiden am 25. März 1652 aus, und der Bau wurde um 1655 begonnen. Noch bevor die Bauarbeiten an der Kirche vollendet waren, starb Johanna, worauf Adrian Wilhelm beschloss, außer der Kirche auch ein Kloster in Neersen errichten zu lassen und beide dem Orden der Minoriten zu übergeben. Im August 1657 erteilte das Provinzkapitel der Minoriten in Bonn seine Zustimmung, und mit Urkunde vom 7. Mai 1658 wurden Kloster und Kirche den Minoriten übergeben. Erster Guardian des Klosters war Pater Anton Tormöllen, erster Vikar war Pater Johannes Otterstadt. Am 20. Dezember 1658 erteilte auch der Kölner Erzbischof Maximilian Heinrich von Bayern seine Zustimmung zur Klostergründung und erteilte den Ordensbrüdern zudem die Erlaubnis, in seinem weltlichen Gebiet Bauholz für den Bau des Klosters zu sammeln. Im Jahre 1679 war der Klosterkomplex bereits seit einiger Zeit fertiggestellt.
Die Kirche wurde am 17. Juni 1671 vom Kölner Weihbischof Petrus von Walenburg Mariä Empfängnis geweiht. Adrian Wilhelm hatte die Kirche auch als Begräbnisstätte für seine Familie bestimmt und ließ dort zu diesem Zwecke eine Gruft errichten. Nachdem er 1681 gestorben war, war er der erste, der dort beigesetzt wurde.

## Ordenstätigkeit
Im Kloster lebten durchschnittlich 17 Minoriten. Sie betreuten Kirche und Kloster und entfalteten gottesdienstliche und seelsorgerische Tätigkeiten, die über den Bereich des Ortes weit hinausgingen. In der zweiten Hälfte des 17. Jahrhunderts entwickelten sie auch einen lebhaften Handel mit Vieh, Wein und Lebensmitteln. Der erste Markt in Neersen, der Halbfasten- oder Schüppenmarkt, wurde vom Kloster bestritten. Mitte des 18. Jahrhunderts wurde eine Erweiterung von Kirche und Kloster erwogen, da sich mittlerweile der Ort Neersen vergrößert hatte und viele aus den umliegenden Orten die Gottesdienste hier besuchten. Zwischen 1749 und 1766 wurden die Kirche und das Kloster bis zur Hauptstraße vorgezogen.

## Guardiane des Klosters
Aus der letzten Zeit des Klosters sind folgende Guardiane namentlich bekannt:
- um 1730: Fortunatus Decker[1]
- 1769: Friedrich Lersch
- 1770–1772: Athanasius Obladen
- 1775–1778: Friedrich Lersch (erneut)
- 1778–1781: Nazarius Engels
- 1781–1784: Urban Reder
- 1784–1787: Timotheus Jansen
- 1787–1790: Theodoret Eisen
- 1793–1796: Cunibert Vossen
- 1796–1802: Leopold Eggerath

## Auflösung
1794 war Neersen im Rahmen des Ersten Koalitionskrieges von französischen Revolutionstruppen besetzt worden. Es wurde bekannt, dass die französische Besatzungsregierung Säkularisation betrieb, das heißt viele Klöster und Kirchen auflöste und deren Besitztümer einzog. Um die Neersener Kirche zu erhalten, erwirkte der letzte Guardian des Klosters, Leopold Eggerath, dass am 18. September 1798 Neersen von der Mutterpfarre Anrath getrennt und zu einer eigenständigen Pfarre erhoben wurde. Die Klosterkirche wurde neue Pfarrkirche und Eggerath erster Pastor der neuen Pfarre. Die übrigen Ordensmitglieder konnten zunächst im Kloster verbleiben; einige von ihnen verließen nach und nach Neersen, um andernorts Seelsorgestellen zu übernehmen. Die französische Regierung löste im Rahmen der Säkularisation das Kloster 1802 offiziell auf und zog das Klostergebäude und die dazugehörigen Ländereien ein. Auch die 1654–61 erbaute und am 21. Dezember 1771 vom Erzbischof dem Orden übereignete Wallfahrtskapelle Klein-Jerusalem bei Neersen wurde eingezogen und geschlossen. Von den damals noch 11 verbliebenen Brüdern blieb neben Pastor Eggerath nur Pater Tobias Flamme als Vikar in Neersen.
Damit endete die fast 150 Jahre währende Tätigkeit des Minoritenordens in Neersen.

## Nachnutzung
1803, als auch die Pfarre Neersen wieder aufgelöst werden sollte, unternahm Eggerath einen merkwürdigen Schachzug. Er stellte die zuvor Mariä Empfängnis geweihte Kirche unter das Patronat des Heiligen Napoleon und berichtete darüber an Kaiser Napoleon Bonapartes damalige Gattin Josephine. Diese Widmung einer Kirche ist in Deutschland einzigartig und eigentlich deshalb absurd, weil es keinen Heiligen Napoleon gegeben hat. Eggerath erreichte mit dieser Schmeichelei aber nicht nur, dass die Pfarre Neersen weiter bestehen durfte, sondern außerdem, dass die Klostergebäude und dazugehörigen Liegenschaften zurückgegeben wurden. Ob die Rückgabe an die damalige Kirchen- oder Zivilgemeinde erfolgte, war anscheinend schon damals unklar, jedenfalls kam es bald zu Streitigkeiten zu diesem Aspekt. Der Versuch, die Pfarrkirche darüber hinaus zur Kantonkirche zu erheben blieb aber erfolglos. Erst 1856 wurde die Kirche wieder von St. Napoleon in St. Mariä Empfängnis umgewidmet.
Die ehemaligen Klostergebäude wurden fortan teils zu kirchlichen, teils zu weltlichen Zwecken genutzt. In einem Teil waren Pfarr- und Vikariewohnung sowie eine katholische Schule untergebracht, im anderen befanden sich Bürgermeisteramt, Post und das Spritzenhaus der Feuerwehr.
1960 wurden die baufälligen Klostergebäude sowie das Hauptschiff der zu klein gewordenen Pfarrkirche abgerissen. An ihrer Stelle wurde die neue Pfarrkirche errichtet. Der Chor der alten Kirche mit dem für die Minoritenkirche charakteristischen Dachreiter blieb erhalten und wurde mit der neuen Kirche verbunden.
Zur Erinnerung an das einstige Minoritenkloster in Neersen heißt die Straße, an der sich das Kloster befand, heute „Minoritenplatz“.